# King Arthur - Il potere della spada
King Arthur - Il potere della spada (King Arthur: Legend of the Sword) è un film del 2017 co-prodotto, co-scritto e diretto da Guy Ritchie.
Ispirata a La morte di Artù di Thomas Malory, la pellicola racconta le gesta di Re Artù, interpretato da Charlie Hunnam. Fanno parte del cast anche Àstrid Bergès-Frisbey nei panni della maga, Jude Law nel ruolo dell'antagonista Vortigern, Djimon Hounsou come Bedivere e Eric Bana nel ruolo di Uther Pendragon.
Secondo i progetti della Warner Bros., la pellicola doveva essere la prima parte di una serie di sei film dedicata a Re Artù, ma dopo l'insuccesso commerciale della pellicola i sequel sono stati rimossi.
L'ex calciatore David Beckham appare in un cameo, nella parte dello Sfregiato, una guardia che sovrintende ai prigionieri che tentano di estrarre Excalibur dalla pietra.

## Trama
Mordred lo stregone e i suoi eserciti assediano Camelot. Uther Pendragon, re dei Britanni, si infiltra nella tana di Mordred durante l'attacco e lo decapita con l'aiuto di una spada unica e magica forgiata da Merlino salvando Camelot. Il fratello di Uther, Vortigern (che brama il trono), orchestra un colpo di stato. Sacrifica sua moglie Elsa alle streghe del mare per diventare un Cavaliere Demone, sconfigge Uther e lo uccide insieme alla moglie Igraine.
Arthur, figlio di Uther, riesce a fuggire in barca e finisce a Londinium. Salvato da delle prostitute, che lo rinominano Artù cresce e diventa un boss del crimine duro e scaltro, afflitto però da incubi sulla notte in cui i suoi genitori furono uccisi.
Vortigern governa crudelmente la Gran Bretagna e dedica risorse alla costruzione di una tetra torre vicino al castello. Quando l'acqua che circonda il castello si ritira rivelando una spada in una pietra costringe tutti gli uomini della città a tentare di rimuoverla. A Londinium Artù reca offesa ad alcuni Vichinghi ospiti del re e viene catturato e portato al suo cospetto. Costretto alla prova riesce a estrarre la spada dalla pietra, ma è sopraffatto dalla sua potenza e sviene. Vortigern spiega ad Arthur il suo lignaggio e il significato per lui della spada; gli rivela che solo Uther Pendragon o un suo diretto discendente avrebbe potuto estrarre la spada dalla roccia. Artù gli dice di essere cresciuto in un bordello e che ciò non è possibile. Inoltre, Vortigern gli annuncia che sarà giustiziato.
Una maga che si presenta come allieva di Merlino va dall'ex generale di Uther Sir Bedivere. Durante l'esecuzione di Arthur la maga crea un diversivo per consentire agli uomini di Bedivere di salvare il ragazzo. Portato al nascondiglio di Bedivere, Arthur si rifiuta, inizialmente, di aiutarli e di credere di essere il re.
La maga convince Bedivere a portare Arthur in un regno chiamato "Lande Oscure", che lì ha una visione di come il Cavaliere Demone (che nella visione si rivela essere Vortigern) abbia ucciso sua madre e assiste al sacrificio di suo padre per salvarlo e seppellire la spada nella pietra, fatta del suo stesso corpo. Arthur scopre anche che è stato Vortigern, geloso della popolarità di Uther e desiderando il trono per se stesso, a convincere Mordred ad attaccare Camelot e che sta costruendo la torre per aumentare i propri poteri magici.
Arthur e i ribelli attaccano l'esercito di Vortigern e pianificano il suo omicidio, ma Vortigern sfugge all'assassinio e nella battaglia che segue molti degli uomini di Artù vengono uccisi e uno viene catturato. Arthur fugge con Blue, il figlio di un suo amico, e getta la spada in un lago, ma la Signora del Lago gliela restituisce e gli mostra una visione del futuro miserevole dell'Inghilterra e del suo popolo sotto il dominio di Vortigern. Accettando le sue responsabilità di re, Arthur torna da Bedivere per scoprire che il loro uomo catturato ha rivelato sotto tortura la posizione del nascondiglio, dove la maga e Blue sono stati catturati e tutti gli altri uccisi. Un emissario di Vortigern ordina ad Arthur di arrendersi.
Bedivere porta la spada a Vortigern al castello in cambio della maga, rivelando che Artù è impotente senza la spada. Artù si reca infine dallo zio e grazie all'aiuto della maga che evoca e comanda un gigantesco serpente riesce ad uccidere tutti i presenti nella sala del trono, mentre la resistenza e il popolo combattono i seguaci di Vortigern per riconquistare il regno.
Vortigern sacrifica nuovamente una persona a lui cara, la sua unica figlia, e le streghe del mare gli danno nuovo potere, trasformandolo in un cavaliere dalle fattezze demoniache. Artù ingaggia un combattimento con lo zio e, proprio quando sembra avere la peggio, in un flashback vede suo padre che lo esorta a non arrendersi. Artù non cede, resiste, riesce a rialzarsi e uccide lo zio.
Dopo la battaglia, Artù viene nominato cavaliere e poi incoronato re. E dà inizio alla costruzione della Tavola Rotonda.

## Produzione
Il budget del film è stato di 175 milioni di dollari.; tuttavia la pellicola ha generato incassi per soli 140 milioni di dollari, risultando un sostanziale insuccesso dal punto di vista commerciale, con la conseguente cancellazione dei sequel, che avrebbero dovuto comporre un'esalogia.

## Promozione
Il primo trailer del film è stato diffuso durante il San Diego Comic-Con International 2016.
Un secondo trailer è stato pubblicato su YouTube il 20 febbraio 2017 anche nella versione italiana.

## Distribuzione
Inizialmente intitolato Knights of the Roundtable: King Arthur, il film ha avuto rinvii nella distribuzione. L'uscita era inizialmente prevista per il 22 luglio 2016, poi posticipata al 17 febbraio 2017. La Warner Bros. ha poi fissato l'uscita nelle sale britanniche e statunitensi per il 24 marzo 2017, data che però è stata nuovamente posticipata al 12 maggio 2017.
In Italia è stato distribuito dal 10 maggio 2017.

## Accoglienza
Al cinema, il film ha incassato meno di 40 milioni di dollari al box office americano e appena 107 nel resto del mondo, a fronte di un budget di produzione di 175 milioni di dollari (ai quali aggiungere ingenti spese di marketing). Al debutto sul mercato home video, il film di Guy Ritchie è invece volato al primo posto sia della lista dei Blu-ray più venduti sia della classifica generale, che combina le vendite complessive di DVD e Blu-ray.
Il film è stato accolto da recensioni generalmente negative da parte della critica. Sull'aggregatore Rotten Tomatoes detiene un 30% di giudizi positivi, basato su 232 recensioni professionali e con un voto medio di 4.7/10. Sul sito Metacritic il film ha un punteggio del 41 su 100 basato sul parere di 45 critici.